# Крылов, Георгий Иванович
Георгий Иванович Крылов (24.04.1899, Тула — 1973, Тула, СССР) — советский спортсмен, участвовал в турнирах по русским шашках. В ноябре 1928 года в Москве выиграл первый чемпионат РСФСР, финалист четвёртого чемпионата СССР в декабре 1930 года в Москве (делёж 12-15 мест из 18 участников). Также несколько раз участвовал в отборе к чемпионату СССР, например, в полуфинале всесоюзного чемпионата (1948) Крылов поделил 7-8 места с будущим гроссмейстером Борисом Блиндером. Мастер спорта СССР по шашкам. Работал гравером на оружейном заводе.
Стоял у истоков шашечного движения в Туле. Был наставником для своего земляка, видного шашечного теоретика и практика — победителя второго чемпионата РСФСР в октябре 1934 года в Москве — Сергея Дьячкова. Сам Крылов тоже участвовал во втором чемпионате РСФСР, где наряду со своим учеником — будущим победителем — Дьячковым пробился в финальную пульку из 6 человек.
В свободное от работы время занимался общественной работой, долгое время руководя шахматно-шашечной секцией на оружейном заводе, а также ведя шашечный кружок в тульском дворце пионеров. В числе его довоенных учеников в тридцатые годы были сильные первокатегорники по шашкам Рылеев и Кугучев. В течение 1932—1934 годов среди обучающихся у Крылова был будущий международный гроссмейстер по шахматам, заслуженный мастер спорта СССР Александр Котов.
Старейший тульский мастер Николай Петрович Воронцов (1909—1985) рассказывал о своих шашечных занятиях вместе с Сергеем Дьячковым у Георгия Ивановича Крылова: …"Как-то получилось так, что Г. И. Крылов стал для нас добровольным тренером — вдумчивым, терпеливым, настойчивым. Сам он работал на оружейном заводе, слыл известным шашистом в городе. Он очень серьёзно относился к изучению теории, покупал всю специальную литературу. Жил он вдвоём с матерью. Оба были истинно верующими людьми, скромными, тихими, уважительными. Время — 20-е годы — проходило в голоде и разных неурядицах. Нередко Георгий Иванович приглашал нас к себе в дом, угощал скудной едой и доставал доску. Он вводил нас в тонкости дебютных схем, знакомил с приёмами и методами позиционной борьбы, с комбинационными ловушками, с коварствами окончаний…
В Туле проходят турниры памяти Крылова.